# Muerte de Bryan Pintado e Inti Sotelo
Las muertes de Inti Sotelo y Bryan Pintado sucedieron durante la noche del 14 de noviembre del 2020, en el marco de las protestas realizadas como reacción a la vacancia del presidente Martín Vizcarra y la investidura de Manuel Merino como presidente. Ambos hechos, generados durante el enfrentamiento entre los manifestantes y personal de la Policía Nacional del Perú, iniciaron esa misma noche una cadena de renuncias de los ministros que conformaban el gabinete de Ántero Flores-Aráoz y, al día siguiente, la renuncia del propio Manuel Merino.
Las causas del fallecimiento fueron motivo de investigación, un informe del Ministerio del Interior (2021) señala entre sus motivos a una mala intervención policial. En 2024 el Poder Judicial incluyó a la Policía Nacional como tercero responsable de los hechos.

## Incidentes

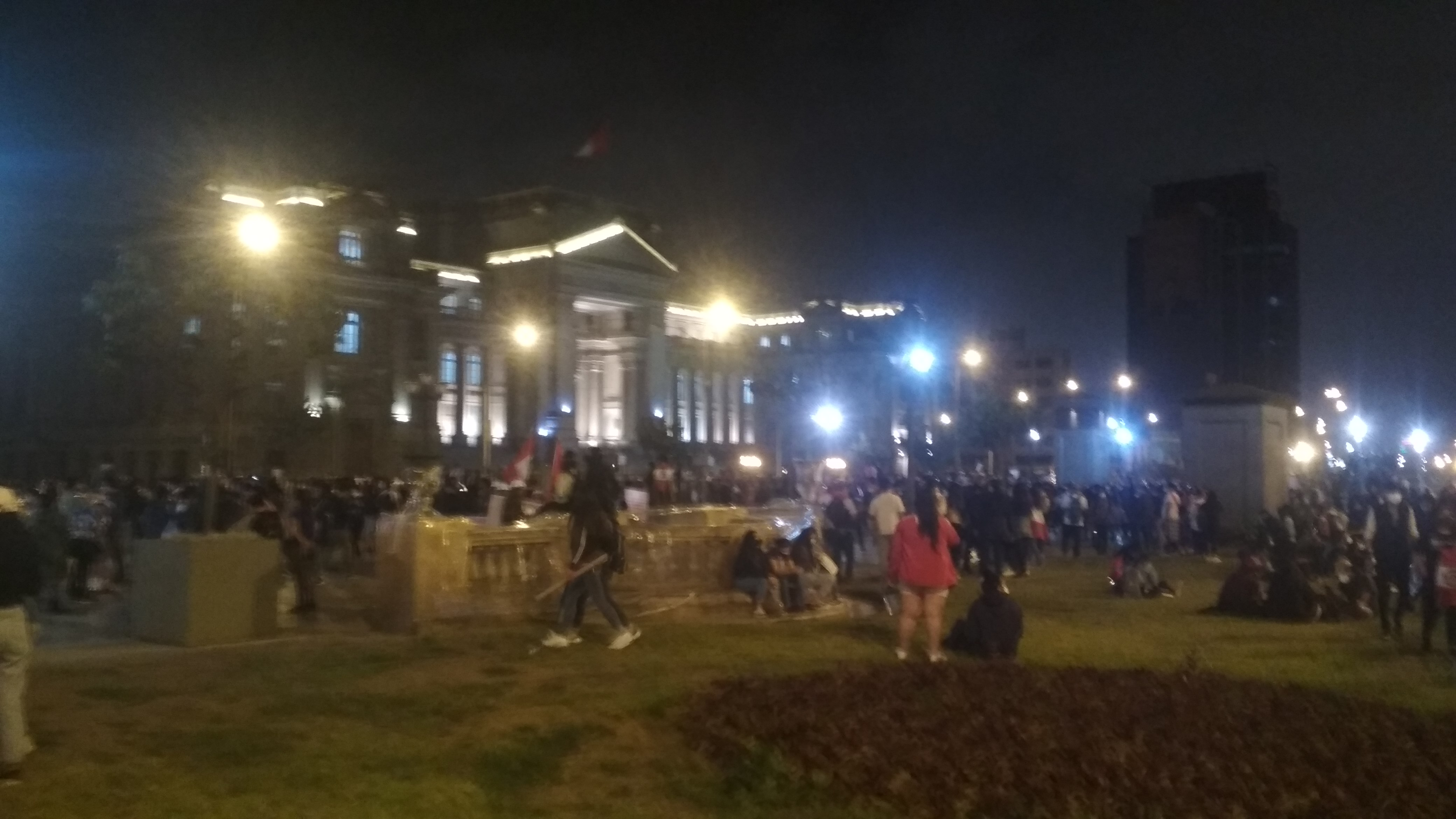
Grupos de manifestantes congregados en la noche del 14 de noviembre en el Paseo de los Héroes Navales frente al Palacio de Justicia de Lima.

Dentro del marco de las protestas que surgieron luego de la vacancia de Martín Vizcarra, se convocó[¿quién?] a través de diferentes redes sociales para participar de la Segunda Marcha Nacional para exigir la renuncia de Manuel Merino.
La marcha fue convocada para el 14 de noviembre del 2020 a las 2:30 de la tarde. En Lima la congregación se realizó nuevamente en la Plaza San Martín. La marcha también se desarrolló en diversas ciudades en todo el Perú. A partir de las 19:00 horas, la Policía Nacional del Perú intentó dispersar a los manifestantes que buscaban llegar al Congreso de la República y respondió a los ataques de un grupo de éstos usando bombas lacrimógenas y disparando perdigones. A partir de ese momento se empezaron a registrar numerosos lesionados y desmayados a consecuencia del gas lacrimógeno. Un periodista de la cadena mexicana Televisa fue herido de gravedad.

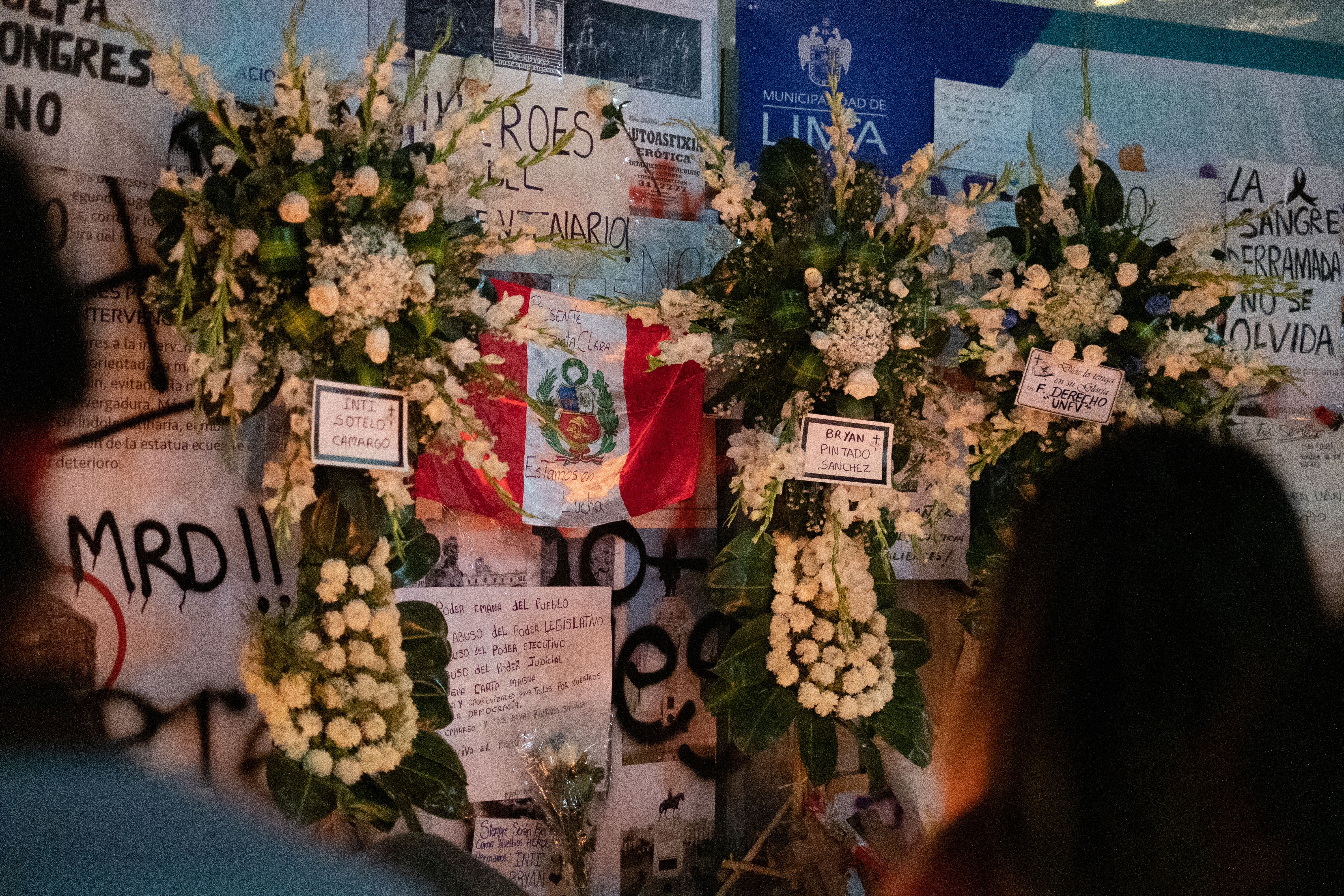
Altar improvisado en la Plaza San Martín por la muerte de Brian Pintado e Inti Sotelo durante las protestas del 17 de noviembre.

A las 20:00 horas se anunció el primer fallecido, un joven de 22 años identificado como Jack Bryan Pintado Sánchez, quien llegó sin vida al Hospital Nacional Guillermo Almenara Irigoyen. Dos horas después se hizo público el fallecimiento de Jordan Inti Sotelo Camargo quien también participó en la manifestación y falleció por una herida de arma de fuego. Hasta el momento se desconoce la procedencia tanto del arma como del disparo.
Pintado Sánchez recibió al menos once impactos de restos de perdigones de plomo mientras se encontraba en la zona de enfrentamiento con la policía.  Fue trasladado al hospital Nacional Guillermo Almenara cerca de las 8:30 p. m. a donde llegó ya sin vida.
Su abogado informó posteriormente sobre los resultados de su necropsia: 

«Se hallaron restos de plomo (perdigones). Dos en el cráneo, dos en la cara, dos en el cuello, dos en el brazo y dos en el tórax. Aquí no podemos hablar de armas no letales, más o menos letales, pero todas son letales. Ahora se van a realizar una serie de pericias para hacer algunas determinaciones»

Durante este procedimiento, su familia acusó que miembros de la división de Criminalística de la Policía Nacional del Perú intentaron ingresar a la morgue de Lima sin la presencia del respectivo fiscal a pesar de que las leyes exigen la presencia del representante del Ministerio Público.
Inti Sotelo recibió al menos cuatro impactos de perdigones mientras se encontraba en la zona de enfrentamiento con la policía. Fue declarado fallecido al llegar al Hospital Nacional EsSalud de Emergencias Miguel Grau.
El abogado de la familia de Inti Sotelo denunció que agentes de la Policía Nacional del Perú acudieron al domicilio familiar la noche de su fallecimiento con la intención de ingresar a ella siendo repelidos por los vecinos. El abogado especuló sobre el objetivo de las visitas mencionando que se buscaba intimidar a los familiares con la finalidad de evitar que denuncien los hechos.

### Jack Bryan Pintado Sánchez
Jack Bryan Pintado Sánchez (Iquitos, 29 de septiembre de 1998-Lima, 14 de noviembre de 2020) fue un estudiante universitario peruano. Fue sentenciado el 8 de junio de 2018, con la que se le condenó a dos años de prisión de ejecución condicional por el delito de hurto agravado, y debía cumplir reglas de conducta durante un año y seis meses. Falleció en el marco de las protestas en Perú de 2020 a raíz del enfrentamiento entre  manifestantes y miembros de la Policía. Estudió la carrera de Derecho en la Universidad César Vallejo, sede Lima Norte, en la cual llegó hasta el segundo año. 

### Jordan Inti Sotelo Camargo
Jordan Inti Sotelo Camargo (La Mar; 2 de febrero de 1996-Lima, 14 de noviembre de 2020) fue un estudiante peruano de origen ayacuchano, fallecido en el marco de las protestas en Perú de 2020, a raíz del enfrentamiento entre manifestantes y miembros de la Policía Nacional. 
Nació en La Mar, Perú, de padre ayacuchano y madre cusqueña. Estudió en el Colegio de Ciencias de la ciudad de Cusco y, al momento de su fallecimiento, cursaba el cuarto ciclo de seis de la carrera técnica para ser guía oficial de turismo en el Instituto Superior Cepea en la ciudad de Lima a la par que trabajaba como repartidor a través de la aplicación Rappi. Contaba con antecedentes policiales al haber sido intervenido en el año 2018 por el delito de micro-comercialización de drogas, delito que según el parte policial admitió cometer con el fin de solventar sus estudios. El día anterior a su fallecimiento, según testimonio de su hermano Pacha, Inti estaba mirando tutoriales sobre cómo desactivar bombas lacrimógenas.
Su entierro se realizó el 16 de noviembre de 2020 en el cementerio Campo Fe de Huachipa tras ser velado en el local de la "Federación de Instituciones de la Provincia de Vilcashuamán" ubicado en el distrito del Rímac. Durante su velatorio recibió diversos homenajes incluyendo la visita de la barra organizada del Club Sporting Cristal del cual era hincha.

## Consecuencias

### Reconocimientos
Jordan Inti Sotelo Camargo fue reconocido póstumamente como Mártir de la Democracia por el Gobierno Regional de Ayacucho.
Tras su fallecimiento, un sector de la población peruana a través de redes sociales y prensa calificó a Pintado Sánchez y a Jordan Inti Sotelo Camargo, quien también falleció la noche del 14 de noviembre del 2020, como los "Héroes del Bicentenario" en función al bicentenario de la independencia del Perú que se celebró el 2021.
El 16 de noviembre del 2020, un grupo de las Fuerzas Armadas del Perú, en estado de retiro, realizaron una marcha pacífica en homenaje a Sotelo Camargo y Pintado Sánchez por la avenida Abancay en el centro de Lima. El Seguro Integral de Salud (SIS) se puso en contacto con los familiares de Inti Sotelo para hacerles llegar sus condolencias y se les garantizó la cobertura financiera del sepelio.
La Asociación Nacional de Universidades Públicas del Perú y la Universidad Nacional de Piura (UNP) reconocieron a Sotelo y Pintado como «héroes por la democracia». Asimismo, la UNP suspendió sus actividades académicas desde el lunes 16 de noviembre hasta el viernes 20 sumándose al duelo universitario nacional.
Asimismo, en su discurso de asunción al mando, el presidente Francisco Sagasti, reconoció a ambas víctimas como héroes nacionales de la democracia.

### Investigación
El 15 de noviembre del 2020, la Fiscalía de la Nación abrió una investigación preliminar en contra de los que resulten responsables del delito de homicidio doloso en agravio de Inti Sotelo y Jack Pintado y quienes hubieran resultado afectados, en el contexto de graves violaciones de derechos humanos. El caso está a cargo de la Tercera Fiscalía Penal Supraprovincial Especializada en Terrorismo y Derechos Humanos, que también abrirá investigaciones por lesiones leves y lesiones graves en agravio de los heridos, y en torno a los casos de desaparecidos en la movilización social.
El 16 de noviembre de 2020, la Fiscal de la Nación Zoraida Ávalos anunció también que se iniciará una investigación preliminar contra el expresidente Manuel Merino; el renunciante premier, Ántero Flores-Aráoz y el saliente titular del Interior, Gastón Rodríguez por el presunto delito de homicidio culposo en agravio de Jack Bryan Pintado Sánchez y Jordan Inti Sotelo Camargo.
El 4 de octubre de 2021, la Fiscalía de la Nación, presentó una denuncia constitucional contra Merino, Flores-Aráoz y Rodríguez, por homicidio culposo en agravio de Inti Sotelo y Bryan Pintado. El 20 de noviembre de ese año, el exministro Rubén Vargas dispuso por medio de la Oficina General de Integridad Institucional elaborar un informe sobre el grado de fuerza policial durante las protestas.
En 2022 la Corte Suprema consideró que la investigación de 11 altos mandos de la Policía por presunto homicidio a dos jóvenes y lesión a 78 manifestantes. En 2023 la Inspectoría de la PNP asolvió a los 11 oficiales investigados, cuya resolución fue anulada por el Tribunal de Disciplina Policial. Amnistía Internacional denunció impunidad por la falta de avance en las investigaciones.
En noviembre de 2023, la fiscal de la Nación, Patricia Benavides, retiró la designación de Jhousy Aburto como fiscal del caso.